# エレン・エイリアン
エレン・アリエン（Ellen Allien）は、ベルリン在住のDJ、音楽プロデューサーである。ダンスミュージックシーンの中でテクノ女番長とも言うべき確固たる地位を築いている。

## 概要
1991年ごろからDJとしてベルリンを拠点に活動を開始。Tresro、Maria、WMF、E-Werkなどのクラブでレジデントを務め、ヨーロッパ最大の屋内レイヴ"MAYDAY"やドイツの歴史的ストリート・パレード"Love Parade"にDJとしてレギュラー参加するなど、女性DJとして注目を集めてきた。
2001年に発表したデビュー・アルバム"Stadkind"を発表。2003年以降から石野卓球が主宰する「WIRE」に出演。
DJ以外にもApparatとユニットを組んでアルバム"Orchestra Of Bubbles"をリリースしている。
またファッションデザインなど多様な活動を行っており、2010年8月27日には青山の LIGHT BOX STUDIOにて、 “EAF” (Ellen Allien Fashion) のデザイナーとしてエキビジョン “Ellen Allien presents Effects” を開催した。